# Мергім Беріша
Мергім Беріша (нім. Mërgim Berisha, нар. 11 травня 1998, Берхтесгаден) — німецький футболіст албансько-косовського походження, нападник клубу «Гоффенгайм» і збірної Німеччини.
Виступав, зокрема, за клуби «Ліферінг», «Альтах», «Ред Булл» (Зальцбург) та «Фенербахче», а також молодіжну збірну Німеччини.
Триразовий чемпіон Австрії. Триразовий володар Кубка Австрії.

## Клубна кар'єра
Народився 11 травня 1998 року в місті Берхтесгаден. Вихованець футбольної школи клубу «Ред Булл».
У дорослому футболі дебютував 2014 року виступами за команду «Ліферінг», у якій провів три сезони, взявши участь у 41 матчі чемпіонату. У складі «Ліферінга» був одним з головних бомбардирів команди, маючи середню результативність на рівні 0,41 гола за гру першості.
Своєю грою за цю команду привернув увагу представників тренерського штабу клубу ЛАСК (Лінц), до складу якого приєднався 2017 року. Відіграв за команду з Лінца наступний сезон своєї ігрової кар'єри.
У 2018 році уклав контракт з клубом «Магдебург», у складі якого провів наступний рік своєї кар'єри гравця. 
З 2019 року один сезон захищав кольори клубу «Альтах». Більшість часу, проведеного у складі «Альтаха», був основним гравцем атакувальної ланки команди. В новому клубі був серед найкращих голеодорів, відзначаючись забитим голом в середньому щонайменше у кожній третій грі чемпіонату.
До складу клубу «Ред Булл» приєднався 2020 року. Станом на 5 грудня 2020 року відіграв за команду із Зальцбурга 16 матчів в національному чемпіонаті.

## Виступи за збірну
З 2019 року залучався до складу молодіжної збірної Німеччини. На молодіжному рівні зіграв у 13 офіційних матчах.
| Дата      | Місто | Господарі | Результат | Гості   | Турнір           | Голи | Примітки |
| --------- | ----- | --------- | --------- | ------- | ---------------- | ---- | -------- |
| 25-3-2023 | Майнц | Німеччина | 2 – 0     | Перу    | товариський матч | -    | 75'      |
| 28-3-2023 | Кельн | Німеччина | 2 – 3     | Бельгія | товариський матч | -    | 80'      |
| Усього    |       | Матчів    | 2         |         | Голів            | 0    |          |

## Титули і досягнення
- Чемпіон Австрії (3):

«Ред Булл»: 2016-17, 2019-20, 2020-21
- Володар Кубка Австрії (3):

«Ред Булл»: 2016-17, 2019-20, 2020-21
- Переможець Юнацької ліги УЄФА (1):

«Ред Булл»: 2016-17
- Чемпіон Європи (U-21): 2021